# Christian Sehestedt Juul (politiker)
 Der er flere personer med dette navn, se Christian Sehestedt Juul.
Christian Sehestedt Juul (født 26. marts 1806 på Ravnholt, død 2. september 1861 sammesteds) var en dansk godsejer, officer og politiker.
Han var søn af Ove Christen Sehestedt Juul (1781-1815) og Sophie Hedevig f. komtesse Rantzau (1783-1818), arvede 1815 stamhuset Raunholt, men overtog først 1834 styrelsen deraf og tilbagekøbte 1836 Hellerup, som hans far havde måttet sælge til staten. Imidlertid var han 1823 blevet student fra Roskilde Katedralskole og var 1824-33 sekondløjtnant i Hestgarden (1833 premierløjtnant, fik 1842 ritmesters og 1860 majors titel). Han var en dygtig godsejer og øvede som praktisk forretningsmand en meget udstrakt Indflydelse samt viste stor iver for at fremme Fyns økonomiske udvikling. Han var 1838 stifter af og indtil sin død formand for Fyns Stifts Brandassuranceselskab; var 1846 medstifter af Fyens Disconto Kasse og siden formand for dens repræsentantskab (gav den væsentlig støtte under pengekrisen 1857 og holdt mangt et handelshus oppe ved sin hjælp); var 1842-45 medlem af Odense og siden 1848 af Svendborg Amtsråd, 1857 medstifter af Privatbanken og siden 1858 repræsentant for Landbygningernes almindelige Brandforsikring. Sehestedt Juul var præsident for landmandsforsamlingerne i København 1852 og i Flensborg 1854 (hvor han ved festmåltidet af hensyn til tyskerne forbød at spille Den tapre Landsoldat). 1842-44 samt 1848 var han medlem af Stænderforsamlingen i Roskilde, hvor han bekæmpede fæsteafløsning og landboreformer, 1848-49 kongevalgt medlem af Den grundlovgivende Rigsforsamling, hvor han stemte for Grundloven, og siden 1854 af Rigsrådet, hvor han hørte til helstatsmændene. Fra 1840 var han kammerherre og fra 1845 Ridder af Dannebrog. Han døde 2. september 1861.
Sehestedt Juul blev 4 gange gift: 1. gang 1829 med Amalie Conradine Annette Sophie von der Maase (1809-1830), datter af staldmester Anton Frederik Adam von der Maase; 2. gang 1835 med Anna Beate Frederikke Sigfriede baronesse Reedtz-Thott (1816-1842), datter af Otto baron Reedtz-Thott; 3. gang 1844 med Agnes Frederikke Vilhelmine Charlotte komtesse von Platen-Hallermund (1821-1846) og 4. gang 1847 med dennes tvillingsøster, Clara Adolphine Therese Caroline Vilhelmine (1821-1887).
Han er begravet i Herrested Kirke.
Der findes en pastel fra ungdommen på Ravnholt. Desuden malerier af N.P. Holbech og Storck sammesteds. Pastel på Krengerup. Portrætteret på F.L. Storchs jagtbillede 1843 på Ravnholt. Litografi af C. Pallemand. Træsnit 1861 efter tegning af Henrik Olrik. Der er rejst en mindestøtte i Ravnholts park (gengivet i litografi 1862).